# Antide Boyer
Pour les articles homonymes, voir Boyer.
Antide Boyer, né le 26 octobre 1850 à Aubagne (Bouches-du-Rhône) et mort le 23 juillet 1918 à Marseille, est un homme politique socialiste français.

## Biographie

### Jeunesse et études
Ses parents le placent quatre années au Petit séminaire de Marseille, où il perd la foi en Dieu. Il y rencontre Pierre Mazière.
Il travaille aux chantiers de La Ciotat, avant de tenir un magasin d'huiles et de savons en gros avec sa première femme. Il est l'un des fondateurs du Parti socialiste dans les Bouches-du-Rhône.

### Parcours politique
En 1884, il est élu conseiller municipal à Marseille. 
En 1888, il est élu maire d'Aubagne, poste qu'il conserve jusqu'en 1892.
Il est élu député des Bouches-du-Rhône en 1885. Il quitte cette fonction en 1909 pour devenir sénateur des Bouches-du-Rhône, et ce jusqu'en 1912. 

## Vie privée
Fervent anticlérical, il décida de changer de prénom pour ne pas porter celui d'un Saint de l'Eglise. Choisissant Anti Deus (anti-Dieu), il se résout à prendre le prénom d'Antide, l'état-civil refusant le premier choix.

## Source
- Acte de Naissance d'Antide Boyer , Archives départementales des Bouches-du-Rhône, cote AD13 201E 3543. Voir aussi Touwoubè WISSI, Antide Boyer ou les Vacances de la morale socialiste (1850-1918),Mémoire d'Histoire, Université d'Avignon, 2018.
- « Antide Boyer », dans Adolphe Robert et Gaston Cougny, Dictionnaire des parlementaires français, Edgar Bourloton, 1889-1891 [détail de l’édition]
- « Antide Boyer », dans le Dictionnaire des parlementaires français (1889-1940), sous la direction de Jean Jolly, PUF, 1960 [détail de l’édition]